# Sumurun
Sumurun – niemiecki film niemy z 1920 roku w reżyserii Ernsta Lubitscha. Jeden z największych sukcesów aktorki Poli Negri.
Jest to historia młodej tancerki nakręcana w pięknej scenerii Bagdadu z okresu IX wieku.

## Obsada
- Pola Negri jako tancerka Jannaja
- Paul Wegener jako szejk
- Harry Liedtke jako Nur-Al Din
- Ernst Lubitsch jako żebrak
- Jenny Hasselqvist jako Zuleika
- Jakob Tiedtke jako eunuch